# Deutschland-Cup (Radsport)
Der Deutschland-Cup ist eine Gesamtwertung mehrerer Querfeldeinrennen, die vom Bund Deutscher Radfahrer ausgeschrieben wird. Die bis zu 20 Rennen finden in der Regel zwischen Oktober im Januar an verschiedenen Orten in Deutschland statt. 
Die Wertung gilt nur für deutsche Fahrer und ist in verschiedene Altersklassen aufgeteilt:  Elite, U23, Junioren, Jugend, Schüler, Masters, Frauen, Juniorinnen, weibliche Jugend, Schülerinnen und Masters 3 / 4.

## Gewinner

### Männer
| - 2016/2017 Michael Schweizer - 2015/2016 Ole Quast - 2014/2015 Ole Quast - 2013/2014 Michael Schweizer | - 2012/2013 Ole Quast - 2011/2012 Johannes Sickmüller - 2010/2011 Johannes Sickmüller - 2009/2010 Johannes Sickmüller - 2008/2009 Johannes Sickmüller | - 2007/2008 Johannes Sickmüller - 2006/2007 René Birkenfeld - 2005/2006 Malte Urban - 2004/2005 Fabian Brzezinski - 2003/2004 Jens Schwedler |

### Frauen
| - 2016/2017 Stefanie Paul - 2015/2016 Jessica Lambracht - 2014/2015 Lisa Heckmann - 2013/2014 Lisa Heckmann | - 2012/2013 Lisa Heckmann - 2011/2012 Gesa Brüchmann - 2010/2011 Sabrina Schweizer - 2009/2010 Birgit Hollmann - 2008/2009 Sabrina Schweizer | - 2007/2008 Nicole Kampeter - 2006/2007 Nicole Kampeter - 2005/2006 Hanka Kupfernagel - 2004/2005 Hanka Kupfernagel - 2003/2004 Hanka Kupfernagel |